# Tinker

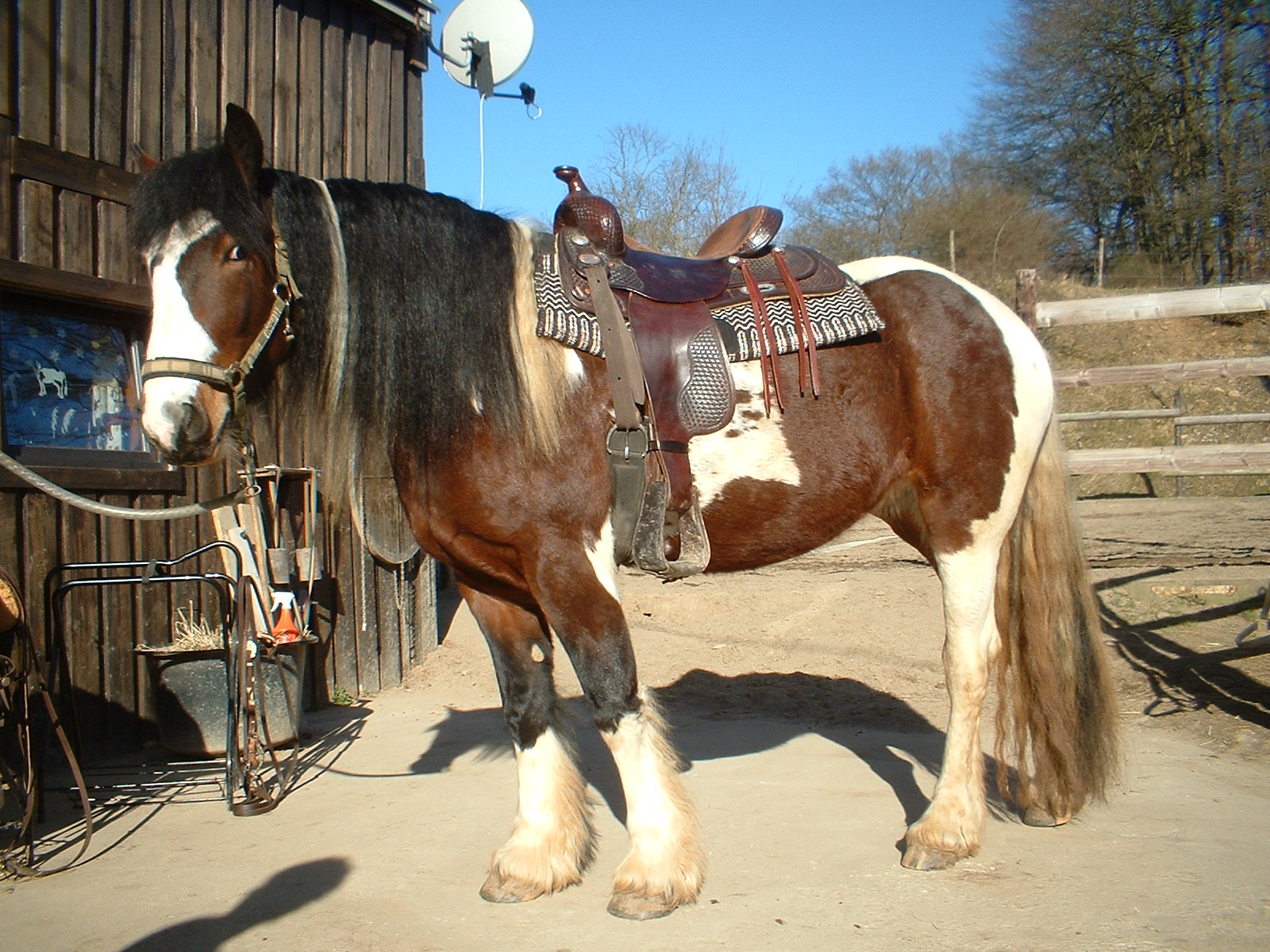
Srokata klacz rasy tinker

Tinker (ang. Gypsy horse) – rasa koni lekko pociągowych, hodowanych selektywnie przez Cyganów z Wielkiej Brytanii.

## Historia
Tinkery zostały wyhodowane z wymieszania ras: Shire, Clydesdale, kuców Dale i innych rodzimych kucyków. Rasa ta znana jest pod kilkoma nazwami, w tym Gypsy Cob, Irish Cob i Gypsy Vanner. Nazwa Gypsy Vanner wywodzi się od ich obowiązków związanych z ciągnięciem cygańskich karawan. Maść i wygląd rasy ustandaryzowano po II Wojnie Światowej. Konie tej rasy po raz pierwszy wyeksportowano do Stanów Zjednoczonych w 1996 roku.

## Charakterystyka
Tinkery często są maści srokatej, mają gęstą grzywę i ogon oraz pęciny obficie porośnięte sierścią tzw. „szczotki”. Konie te mają wiele cech konia pociągowego, mocną budowę, szeroką i głęboką klatkę piersiową, zaokrąglony zad i ciężki, płaski chód. Szyja u tej rasy jest mocna, muskularna i średniej długości. Kłąb jest zaokrąglony, niezbyt wysoki i delikatny (ledwo zauważalny).

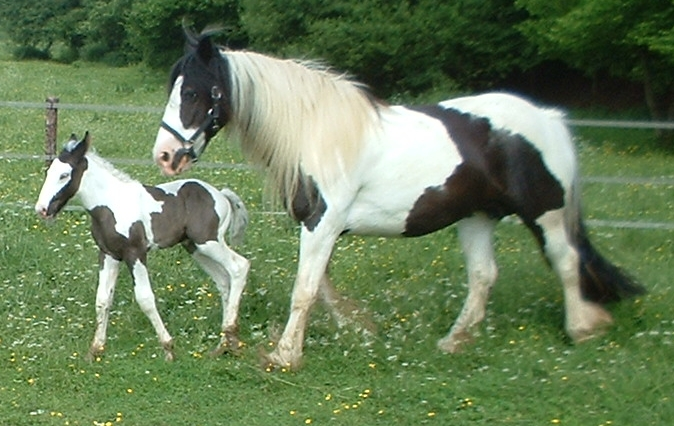
Klacz tinkera ze źrebakiem